# Ottone III d'Olanda
Ottone III d'Olanda (... – 27 marzo 1249) è stato un vescovo cattolico tedesco,  fu principe vescovo di Utrecht dal 1235 alla morte.

## Biografia
Ottone era il secondo figlio di Guglielmo I e della sua prima moglie Adelaide di Gheldira. Fu eletto vescovo nel 1233, ma a causa della resistenza dei canonici di Utrecht, la sua consacrazione fu ritardata fino al 1245. Emerse come un potente sovrano che si dedicò principalmente agli affari secolari. Dopo la morte di suo fratello Fiorenzo, conte d'Olanda nel 1234, divenne tutore (Wilhelmus tutor Hollandiæ). del nipote Guglielmo II, conte d'Olanda, e governò la contea d'Olanda. Risolse i problemi di Drenthe, problemi che erano costati la vita al suo predecessore Ottone II di Lippe. Sottomise anche i signori di Gooralla sua autorità.
Morì, mentre partecipava ad un torneo, come confermano gli Annales Stadenses

## Ascendenza
|                       |                      |                        | Genitori                         |  |  | Nonni |  |  | Bisnonni              |  |  | Trisnonni            |  |
|                       |                      |                        |                                  |  |  |       |  |  | Teodorico VI d'Olanda |  |  | Fiorenzo II d'Olanda |  |
|                       |                      |                        |                                  |  |  |       |  |  | Teodorico VI d'Olanda |  |  | Fiorenzo II d'Olanda |  |
|                       |                      | Gertrude di Lorena     |                                  |  |  |       |  |  | Teodorico VI d'Olanda |  |  |                      |  |
| Fiorenzo III d'Olanda |                      |                        |                                  |  |  |       |  |  | Teodorico VI d'Olanda |  |  |                      |  |
|                       |                      | Sofia di Rheineck      | Ottone I di Salm                 |  |  |       |  |  |                       |  |  |                      |  |
|                       |                      | Sofia di Rheineck      | Ottone I di Salm                 |  |  |       |  |  |                       |  |  |                      |  |
|                       |                      | Sofia di Rheineck      | Gertrude di Northeim             |  |  |       |  |  |                       |  |  |                      |  |
| Guglielmo II d'Olanda |                      | Sofia di Rheineck      |                                  |  |  |       |  |  |                       |  |  |                      |  |
|                       |                      | Enrico di Scozia       | Davide I di Scozia               |  |  |       |  |  |                       |  |  |                      |  |
|                       |                      | Enrico di Scozia       | Davide I di Scozia               |  |  |       |  |  |                       |  |  |                      |  |
|                       |                      | Enrico di Scozia       | Maud di Northumbria              |  |  |       |  |  |                       |  |  |                      |  |
| Ada di Scozia         |                      | Enrico di Scozia       |                                  |  |  |       |  |  |                       |  |  |                      |  |
|                       |                      | Ada de Warenne         | Guglielmo di Warenne             |  |  |       |  |  |                       |  |  |                      |  |
|                       |                      | Ada de Warenne         | Guglielmo di Warenne             |  |  |       |  |  |                       |  |  |                      |  |
|                       |                      | Ada de Warenne         | Elisabetta di Vermandois         |  |  |       |  |  |                       |  |  |                      |  |
| Ottone III d'Olanda   |                      | Ada de Warenne         |                                  |  |  |       |  |  |                       |  |  |                      |  |
|                       | Enrico I di Gheldria | Gerardo II di Gheldria |                                  |  |  |       |  |  |                       |  |  |                      |  |
|                       | Enrico I di Gheldria | Gerardo II di Gheldria |                                  |  |  |       |  |  |                       |  |  |                      |  |
|                       | Enrico I di Gheldria | Ermengarda di Zutphen  |                                  |  |  |       |  |  |                       |  |  |                      |  |
| Ottone I di Gheldria  | Enrico I di Gheldria |                        |                                  |  |  |       |  |  |                       |  |  |                      |  |
|                       |                      | Agnese d'Arnstein      | Luigi I d'Arnstein               |  |  |       |  |  |                       |  |  |                      |  |
|                       |                      | Agnese d'Arnstein      | Luigi I d'Arnstein               |  |  |       |  |  |                       |  |  |                      |  |
|                       |                      | Agnese d'Arnstein      | -                                |  |  |       |  |  |                       |  |  |                      |  |
| Adelaide di Gheldria  |                      | Agnese d'Arnstein      |                                  |  |  |       |  |  |                       |  |  |                      |  |
|                       |                      | Ottone I di Baviera    | Ottone IV di Wittelsbach         |  |  |       |  |  |                       |  |  |                      |  |
|                       |                      | Ottone I di Baviera    | Ottone IV di Wittelsbach         |  |  |       |  |  |                       |  |  |                      |  |
|                       |                      | Ottone I di Baviera    | Heilika di Pettendorf-Lengenfeld |  |  |       |  |  |                       |  |  |                      |  |
| Riccarda di Baviera   |                      | Ottone I di Baviera    |                                  |  |  |       |  |  |                       |  |  |                      |  |
|                       |                      | Agnese di Loon         | Luigi I di Loon                  |  |  |       |  |  |                       |  |  |                      |  |
|                       |                      | Agnese di Loon         | Luigi I di Loon                  |  |  |       |  |  |                       |  |  |                      |  |
|                       |                      | Agnese di Loon         | Agnese di Metz                   |  |  |       |  |  |                       |  |  |                      |  |
|                       |                      | Agnese di Loon         |                                  |  |  |       |  |  |                       |  |  |                      |  |